# Fritz Bauer
Pour les articles homonymes, voir Fritz Bauer (homonymie) et Bauer.
Fritz Bauer, né le 16 juillet 1903 à Stuttgart et mort le 1er juillet 1968 à Francfort-sur-le-Main, est un juge et un procureur allemand. Il fut l’initiateur des procès dits « d'Auschwitz » à Francfort-sur-le-Main où comparurent des gardiens du camp d’Auschwitz.
Le travail de Fritz Bauer contribue à l'élaboration d'un système de justice démocratique en Allemagne, à la condamnation des crimes nazis ainsi qu'à la réforme du droit pénal.

## Biographie
Fritz Bauer est l'aîné d'une famille de commerçants juifs allemands, lui-même non pratiquant. Il fait des études de commerce, puis étudie le droit à Heidelberg, Munich et Tübingen. Après avoir passé son doctorat en droit en 1928 (il fut le plus jeune docteur en droit d'Allemagne), il devient juge assesseur à la cour locale de la région de Stuttgart. En 1920, il avait déjà adhéré au Parti social-démocrate d'Allemagne. En raison de cette adhésion et de ses origines juives, il fut arrêté par la Gestapo et interné en mai 1933 puis, un peu plus tard, exclu de la fonction publique.
En 1935, il s'exile avec sa famille au Danemark. Lorsque ce pays est occupé par la Wehrmacht durant la Seconde Guerre mondiale, Bauer s'exile en Suède en 1943. C'est là qu'il crée, en collaboration avec Willy Brandt du Parti socialiste ouvrier d'Allemagne, le périodique Sozialistische Tribüne (La Tribune socialiste).
Bauer revient en Allemagne en 1949, après la fondation de la RFA, alors que la fonction publique et le système judiciaire avaient été rétablis. Il exerça, dans un premier temps, dans des cours fédérales puis devient, un an plus tard, procureur général de la République à la cour d'appel de Brunswick. En 1956, il est nommé aux fonctions de procureur général du Land de Hesse, situé à Francfort-sur-le-Main. Il exerce cette fonction jusqu'à sa mort en 1968.
Après la guerre, il ne ménage pas ses efforts afin d'obtenir justice et compensations aux victimes du régime nazi. En 1951, il poursuit Otto-Ernst Remer, un ancien Generalmajor de la Wehrmacht, pour diffamation et insultes envers la mémoire des participants du complot du 20 juillet 1944 que Remer avait qualifiés de traîtres ; ces poursuites aboutissent au procès Remer, qui ouvre la voie au rejet par la justice allemande de la légitimité du Troisième Reich. En 1958, il obtient qu'un procès en action collective certifié soit organisé à l'encontre des membres de l'administration du camp de concentration d'Auschwitz ; le recueil des nombreuses réclamations individuelles de victimes aboutit aux procès dits « d'Auschwitz » à Francfort qui débutent en 1963.
De 1957 à 1960, il contribue de façon décisive aux efforts pour retrouver Adolf Eichmann en Argentine. Lothar Hermann, un rescapé du camp de concentration de Dachau, avait émigré en Argentine en 1938 avec toute sa famille. Or sa fille Sylvia entretient une relation avec Klaus, le fils aîné d'Eichmann. Les confidences de Klaus relatives au passé nazi de son père, ainsi que la lecture en 1957 d'un article concernant les criminels nazis réfugiés en Argentine (dont Eichmann), mettent Hermann sur la voie de ce dernier. Il envoie alors sa fille enquêter chez les Eichmann (qui se faisaient appeler Klement), et elle obtient, de la bouche même d'Adolf, la confirmation des soupçons de son père. Celui-ci prévient alors Fritz Bauer, qui, n'ayant pas confiance dans les services allemands où travaillaient d'anciens nazis et craignant qu'ils préviennent Eichmann, alerte directement les autorités israéliennes. Celles-ci prennent contact avec Hermann. Le Mossad finit, grâce aux indications de Hermann qui continue à le surveiller, par localiser précisément Eichmann. Un plan d'enlèvement est ainsi élaboré par les services secrets israéliens. Le gouvernement israélien l'approuve finalement en 1960, et il est mis en œuvre peu après.
Bauer fonde également, avec Gerhard Szczesny (de), le Syndicat humaniste (de), une organisation de défense des droits de l'Homme, en 1961. Après la mort de Bauer, l'Union fait un don pour financer le Prix Fritz Bauer. En 1995 est fondé l'Institut Fritz Bauer, organisation à but non lucratif consacrée aux droits civils, qui se concentre sur l'histoire et les conséquences de la Shoah.
Dans le système judiciaire allemand de l'après-guerre, Bauer est une figure controversée en raison de son engagement socio-politique. Il aurait déclaré « Dans le système judiciaire, je vis comme en exil ». 
Il est retrouvé mort dans sa baignoire le 1er juillet 1968. Il savait qu’il était un homme haï et en danger : « Dès que je sors du palais de justice je me retrouve en territoire ennemi ». Son appartement, habituellement jonché de manuscrits et de dossiers, était totalement « rangé ». C’est l’étrangeté de cette mort subite, jamais remise en question par la police ou par le gouvernement allemand, qui décide la documentariste Ilona Ziok à se mettre à la recherche de témoins pouvant raconter la vie de Bauer et leurs doutes sur sa mort, et à réaliser le film hommage Fritz Bauer, mort par acomptes (Fritz Bauer – Tod auf Raten), sorti en 2010, date à laquelle Bauer est oublié en Allemagne. En 2006 toutefois, un revirement de la jurisprudence allemande, qui jusque-là refusait de considérer toutes les personnes impliquées à Auschwitz comme conjointement responsables du meurtre de masse systématique et demandait au contraire des preuves individuelles pour des meurtres précis, avait commencé à mettre en lumière le travail pionnier de Fritz Bauer.

## Œuvres
- Le Crime et la société, Éditions Reinhardt, 1957.
- Sexualité et crime, Éditions Fischer, 1963.
- La nouvelle violence in Revue L'Appel, 1964.
- Résistance à l'autorité publique, Éditions Fischer, 1965.
- Les Humanités du système judiciaire. Écritures choisies - Hrsg. de Joachim Perels et Irmtrud Wojak, Francfort-sur-le-Main, Éditions Campus, puis New York, 1998,  (ISBN 3-593-35841-7)

## Filmographie
- 2010 : Fritz Bauer: Tod auf Raten  (Fritz Bauer : Mort par acomptes), film documentaire de Ilona Ziok sur la vie de Fritz Bauer, ainsi que sur sa mort suspecte.
- 2013 : Mörder unter uns – Fritz Bauers Kampf, documentaire télévisé de Peter Hartl et Andrzej Klamt, 44:18 minutes
- 2014 : Le Labyrinthe du silence (Im Labyrinth des Schweigens) de Giulio Ricciarelli. Le film met en lumière l'action de Fritz Bauer (joué par Gert Voss) et des procureurs travaillant avec lui, ayant conduit au Procès de Francfort[5].
- 2015 : Fritz Bauer, un héros allemand (Der Staat gegen Fritz Bauer) de Lars Kraume. Le film est centré sur la traque d'Adolf Eichmann par Fritz Bauer (joué par Burghart Klaußner)[5].
- 2016 :  Die Akte General (de) de Stephan Wagner (de). Le film porte sur les recherches de Fritz Bauer et les difficultés qu'il rencontre pour retrouver  des criminels nazis dont Adolf Eichmann[6] et Josef Mengele ainsi que sur les efforts avortés pour traduire en justice Hans Globke[7].

## Hommages

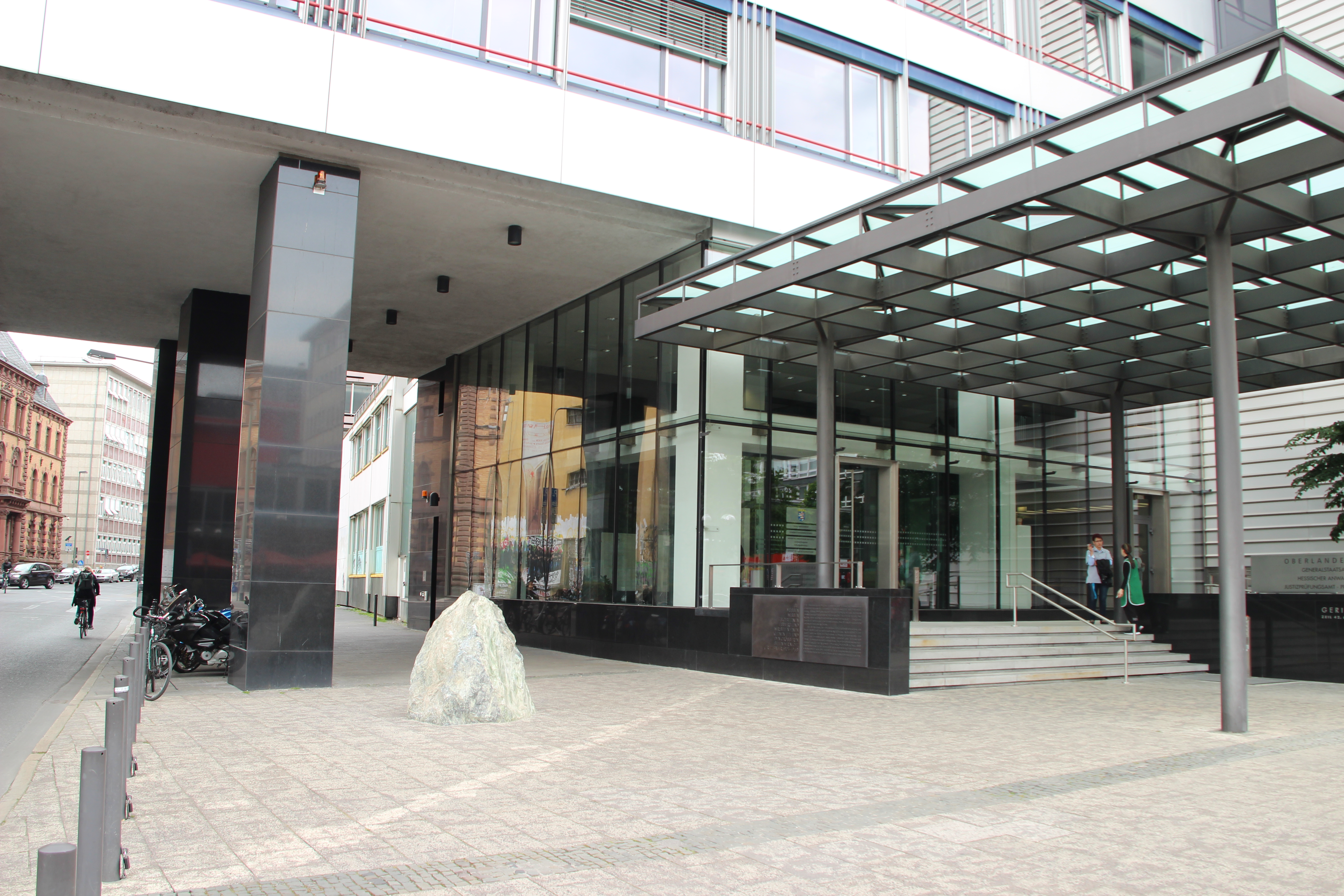
« Juste la pointe de l'iceberg », le rocher mémorial dressé au numéro 42 de la Zeil, à Francfort.

- En 2019, un mémorial est dressé en son honneur dans la Zeil, à côté de la cour d'appel de Francfort. C'est un rocher de 4,5 tonnes dépassant du sol intitulé « Juste la pointe de l'iceberg » , imaginé par l'artiste Tamara Grcic en référence à une citation de Bauer à propos des anciens nazis dans l'Allemagne de 1964 : « Sie müssen wissen, es gibt einen Eisberg, und wir sehen einen kleinen Teil und den größeren sehen wir nicht. » (« Vous devez savoir qu'il y a un iceberg ;  on en voit une petite partie, mais la majeure partie, nous ne la voyons pas »). À côté du rocher, un texte rappelle que sur les 8 000 Allemands impliqués dans les crimes d'Auschwitz, seuls 40 ont été poursuivis[1].
- Un buste de lui, réalisé Pavel Feinstein (de), a été dressé en 2020 dans le foyer du ministère fédéral de la Justice à Berlin portant désormais son nom, de préférence à une allégorie de la justice[8].

### Documentaires
- Le Procès d'Auschwitz, la fin du silence de Barbara Necek, produit par la société 13 Productions en 2008.
- Fritz Bauer - Mort par acomptes (Fritz Bauer — Tod auf Raten) de Ilona Ziok, 2010, film documentaire sur sa vie, ainsi que sur sa mort suspecte.
- Fritz Bauer, un procureur contre le nazisme de Catherine Bernstein, Arte, 2018, documentaire, 57 min [voir en ligne].